# Javier Gómez-Navarro
Pour les articles homonymes, voir Navarro (homonymie), Gómez et Javier Gómez.
Francisco Javier Gómez-Navarro Navarrete, né le 13 octobre 1945 à Madrid et mort le 29 août 2024 dans la même ville, est un entrepreneur et homme politique espagnol. Il est secrétaire d'État aux Sports entre 1987 et 1993, et ministre du Tourisme entre 1993 et 1996.

## Biographie

### Une carrière d'entrepreneur
Après avoir étudié le génie chimique industriel à l'université complutense de Madrid, il devient en 1976 gérant de la société d'édition Cuadernos para el Diálogo. Il fonde en 1978 la revue « Viajar », puis passe en 1979 aux éditions Tania.
Il promeut en 1980 la création de la fête internationale du Tourisme, dont il est le secrétaire technique pendant les trois années qui viennent. Il est justement choisi en 1983 comme président de l'agence de voyage « Viajes Marsans », puis participe à la fondation du club des entrepreneurs en 1985.

### Passage en politique
Le 9 janvier 1987, il est nommé président du Conseil supérieur des Sports, avec rang de secrétaire d'État, auprès du ministère de la Culture. Il passe deux ans plus tard sous l'autorité du ministère de l'Éducation et de la Science.
À ce poste, il favorise l'adoption de la loi relative aux sports, qui transforme les clubs de football et basket-ball en sociétés anonymes, et joue un rôle de premier plan dans l'organisation des jeux olympiques de Barcelone en 1992, en sa qualité de vice-président du comité d'organisation.
À la suite des élections législatives anticipées du 6 juin 1993, Javier Gómez-Navarro est nommé le 13 juillet ministre du Commerce et du Tourisme dans le quatrième gouvernement du socialiste Felipe González.

### Retour dans le privé
Il ne se présente pas aux élections législatives anticipées du 3 mars 1996 et quitte la vie politique deux mois plus tard, avec l'arrivée au pouvoir du Parti populaire (PP).
De retour dans le privé, il prend en 1998 la présidence de MBD, une entreprise de consultants, puis devient en 2005 président du conseil supérieur des chambres de commerce et Aldeasa, une société spécialisée dans la vente de détail dans les aéroports.

#### Polémique
Il déclenche une polémique en octobre 2008, lorsqu'il affirme que le système éducatif espagnol est défaillant puisqu'il forme des fonctionnaires et ne développe pas l'esprit d'entreprendre ; il prend pour exemple que les mères veulent que leurs fils soient avocats de l'État, à l'exception de celles dont les enfants sont homosexuels, qui les veulent diplomates pour les avoir loin.

### Mort
Javier Gómez-Navarro meurt le 29 août 2024 à Madrid d'un cancer, à l'âge de 78 ans.